# Margret Bilger
Pour les articles homonymes, voir Bilger.
Margret Bilger (née à Graz le 12 août 1904 et morte le 24 juillet 1971 à Schärding) est une artiste autrichienne multi-facettes. Elle s'est illustrée dans la gravure sur bois, la peinture, la peinture sur verre inversé, le dessin, l'art textile et le vitrail et a écrit de nombreux poèmes. Son art puise ses sources dans l'expressionnisme mais elle s'en éloigne avec un vocabulaire qui lui est propre. Ses motifs de prédilection comprennent des scènes d'église, des paysages, des représentations de contes de fées et de sagas. Les êtres humains, en particulier les femmes (Madones) font l'objet d'une vision religieuse et transcendantale.

## Biographie
Margareta Katharina Anna Bilger est née à Graz le 12 août 1904. Elle est la fille de Ferdinand Bilger, un professeur d'université et de Margit Matthéry-Guenet et la sœur du peintre et chimiste Ferdinand Bilger et de l'artiste graphique et textile Irmtraut Ring. Ses parents, convaincus de son talent artistique, la dissuadent de s'engager comme diaconesse.
À partir d'octobre 1922, elle suit des études graphiques à Stuttgart, d'abord à l'école des arts et métiers avec les professeurs Schneidler et Sigrist en gravure sur bois et écriture, puis à l'École Albrecht Leo Merz. Elle est admise à la Kunstgewerbeschule (école d'art et d'artisanat) de Vienne comme élève invitée en 1924.
Après le décès de sa mère en 1933, elle épouse Markus Kastl le 24 novembre. En 1953, elle épouse, en secondes noces, le peintre du Bauhaus, Hans Joachim Breusted et ils vivent ensemble la plupart du temps à Taufkirchen an der Pram, dans le Haut Tyrol, dans la maison de sa grand-mère.
Elle décède le 24 juillet 1971 à Schärding am Inn et est inhumée à Taufkichen.

## Carrière artistique

### Gravure sur bois
En 1931, elle réalise une première gravure sur bois de paysage Collines en Haute-Autriche et on lui commande une série de gravures sur bois de vieux saints autrichiens pour une édition de carte postale. Elle s'essaie aussi à d'autres techniques : gravure sur bois, peinture à l'huile, peinture sur verre inversé, broderie, dessin mais c'est la gravure sur bois qui lui vaut sa première notoriété. En 1934, elle expose à la Sécession de Graz,.
Le musée Albertina lui achète sa première œuvre en 1935 et elle reçoit la médaille d'argent de la ville de Graz. Au départ, ce sont les noirs et blancs mystérieux de ses gravures qui ont attiré l'attention, mais durant les décennies qui suivent la Seconde Guerre mondiale, Margret Bilger se tourne vers la couleur. Le résultat est une vaste œuvre picturale qui trouve son centre absolu dans le vitrail. 
Elle voyage ensuite au Danemark où elle rend visite à une amie, puis à Tessin chez Fritz Pauli et à Zwickledt chez le dessinateur et écrivain Alfred Kubin. Convaincu de la qualité de son travail graphique, celui-ci la défend dans le monde de l'art et devient un conseiller amical pour elle. Ils resteront proches,.
Ses gravures sur bois se différencient de la tradition xylographique expressionniste et elle est une des rares femmes de son époque à laisser son empreinte dans cet art,. 

### Vitrail
Elle commence le travail du vitrail en 1950 à la verrerie de Stift Schlierbach. Elle réalise des vitraux pour des églises en Autriche, aux États-Unis et en Allemagne. L'année suivante elle séjourne dans l'abbaye de Schlierbach dans le Kremstal supérieur pour réaliser un vitrail. Ce travail du vitrail commence ainsi à supplanter le graphisme imprimé. En 1953, elle représente l'Autriche à la Biennale de Venise et à deux expositions dans la galerie St. Etienne d'Otto Kallir à New York. 
En 1954 et 1955, elle travaille sur un vitrail en neuf parties du baptistère de Vienne-Liesing. Pour la partie centrale, elle obtient la médaille d'or du vitrail à l'Exposition internationale d'art chrétien de Vienne. Elle participe à la Biennale de São Paulo. 

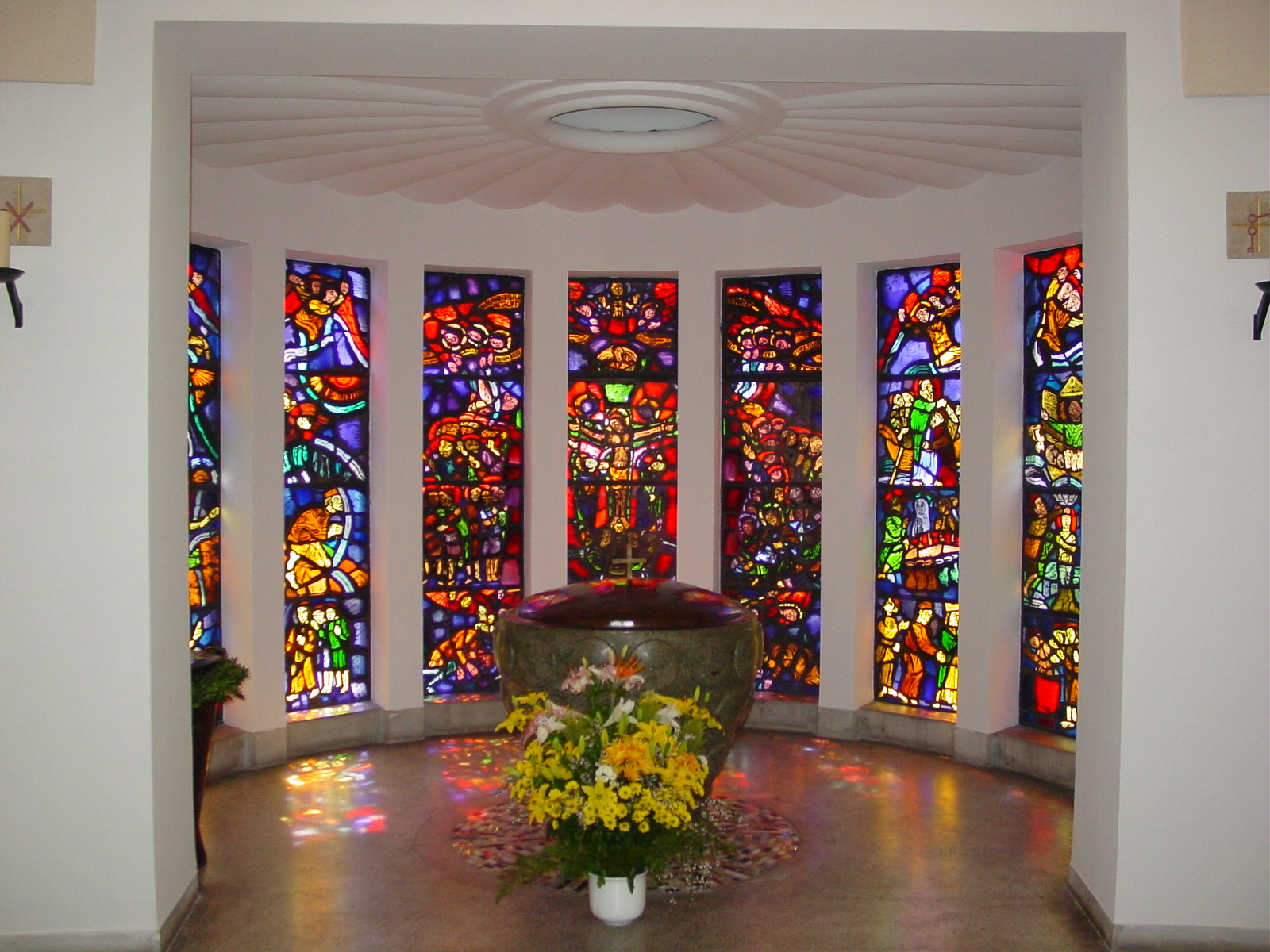
Vitraux du baptistère de Vienne-Liesing.

Les années suivantes, elle travaille sur plusieurs vitraux à Mattersburg, Burgenland, Vienne-Erdberg pour Don Bosco, à la cathédrale d'Eisenstadt, à Bad Kreuzen et à Duncan (Oklahoma) ainsi que sur des fenêtres monumentales à Rohrbach an der Lafnitz et à Salzbourg-Herrnau. Elle réalise aussi sept fenêtres pour l'église paroissiale de Rainbach près de Freistadt et deux fenêtres pour l'église paroissiale de Sankt Marienkirchen an der Polsenz en Haute-Autriche.
Elle voyage à Assise, et obtient le titre de professeur de la République d'Autriche en 1960. 
En 1963 et 1964, l'abbé Karl Braunstorfer la charge de concevoir 13 fenêtres pour la chapelle Bernardi de l'abbaye de Heiligenkreuz, consacrée vers 1290. À la suite de sa rencontre avec Braunstorfer — dont le processus de béatification s'est ouvert en 2008 — elle se convertit au catholicisme. 
À partir de 1965, elle se retire à Taufkirchen et, en plus de vitraux, se consacre au tissage de petits formats, aux images en verre inversé, à l'aquarelle, au dessins et à la poésie.
L'année de son décès, en 1971, elle participe encore, avec trois créations au concours d'idées pour la fenêtre d'orgue de la cathédrale Saint-Étienne de Vienne.

### Poésie
La poésie de Margret Bilger est peu connue du grand public. Bien que son œuvre plastique ait été largement célébrée de son vivant, ses poèmes sont restés peu connus. Elle n'a jamais cherché à faire connaître ce corpus de près de 450 poèmes écrits sur des feuilles volantes, pendant une période de près de cinquante ans et qui sont autant de témoignages intimes. L'artiste n'a révélé leur existence qu'à quelques personnes de confiance.
Ces poèmes et des lettres sont publiés dans la monographie Margret Bilger in Wort und Bild avec une biographie de l'artiste et un catalogue illustré des œuvres d'art de toutes les disciplines exercées par Margret Bilger : gravure sur bois, aquarelle, vitrail, dessins, peinture, tissage,.

## Postérité
En 1977, la galerie Margret-Bilger ouvre à Stift Schlierbach. Elle présente en continu les travaux de la verrerie de Stift Schlierbach et les œuvres de Margret Bilger, et se consacre aussi maintenant à la promotion de l'art contemporain. En 1998 est fondée l'association Verein Bilger-Haus qui entretient la mémoire de Grete Bilger et organise des expositions annuelles. L'association gère aussi la maison Bilger-Breustedt-Haus ouverte en 2004.
En 2003, la municipalité de Taufkirchen acquiert l'une des principales œuvres de Margret Bilger, le vitrail Alles was Odem hat, lobet den Herrn (Tout ce qui respire loue le Seigneur).
En 2009, le nom de Margret Bilger est donné à un nouveau centre scolaire à Taufkirchen.
Margret Bilger est aujourd'hui un élément incontournable de l'art de Haute-Autriche. Elle est plus difficilement reconnue en dehors de sa patrie, peut-être parce que le large éventail de ses techniques artistiques, son adhésion aux mondes figuratifs et le contenu religieux de ses peintures sur verre la rendent plus difficile à saisir par un large public dans les années 1960.
Les œuvres de Margret Bilger sont conservées notamment à la Galerie Margret-Bilger et à la verrerie à Schlierbach ainsi qu'au musée de Linz.